# Feistmantel Valley
Das Feistmantel Valley ist ein fossilienführendes Tal im ostantarktischen Viktorialand. In den Allan Hills liegt es südlich des Shimmering Icefield und westlich des Mount Watters. 
Erkundet wurde das Tal 1964 von einer Mannschaft, die im Rahmen des New Zealand Antarctic Research Program in den Allan Hills tätig war. Sie benannte das Tal nach dem Geologen und Paläontologen Ottokar Feistmantel (1848–1891), einem Pionier in der Erforschung der Flora der Trias in Gondwana anhand entsprechender Funde in Indien.